# Pierre Amielh de Brenac
Pierre Amielh de Brenac, ou Amiel de Sarcenas et de Grâce, dit le cardinal d'Embrun, (né vers 1309 à Sarcenas en Auvergne, et mort le 10 août 1389 à Avignon) est un cardinal français du XIVe siècle créé par l'antipape d'Avignon Clément VII et dont de ce fait la nomination est considérée comme non valide. Il est membre de l'ordre des bénédictins.

## Biographie
- Vers 1309, Nait à Sarcenas en Auvergne,
- Entre comme moine moine bénédictin (OSB: Ordre de Saint Benoît) où il obtient un doctorat en droit.
- Pierre Amielh de Brenac (désignation surprenante) est auditeur de la Rote romaine ,
- En 1350 80e abbés de Saint-Bénigne de Dijon sous le nom de Pierre VII.
- En 1362, il est nommé archevêque de Vienne, (le 27 avril, 1362).
- En 1363, il est transféré archevêque à Naples (9 janvier, 1363), Il va jouer des rôles important pendant cette période de schisme.
- Le 3 mars, 1363, légat du pape Urbain V dans le royaume de Naples.
- En 1365 (5 septembre 1365) archevêque à Embrun.
- En 1369, il rétablit la concorde entre Provence et Dauphiné.
- Amielh joint l'obédience d'Avignon.
- 18 décembre 1378 L'antipape Clément VII le créé prêtre de S. Marco pseudo-cardinale lors du consistoire. Sa biographie en français, p. 657, dit qu'il a été nommé cardinal évêque de Sabina en 1384 (il n'a jamais occupé ce siège) la source le confond avec le cardinal Pierre de Sortenac (1375) [1].
- Le 8 mars 1379 avec six autres cardinaux, il a écrit une lettre contre le pape Urbain VI.
- le 10 juin 1379, il démissionne de son siège et va à Marseille, avec le cardinal Nicolas de Saint Saturnin, OP, avant l'arrivée de l'antipape, il résidait à Avignon.
- À la fin 1379 il écrivit un traité contre le projet d'un conseil général.
- En novembre 1383, il est nommé grand pénitencier.
- En 1385, il participe aux négociations entre la reine Jeanne II de Naples et le duc d'Anjou. Il devient conseiller de Marie de Calabre sœur de Jeanne.
- Le 14 septembre, 1386, il est devenu conseiller de la Reine Marie de Naples;
- 11 et 14 avril 1388, il est l'un des légataires du cardinal angélique de Grimoard, Can. Reg. de Saint Augustin, dans son testament.
- Il a écrit de nombreuses lettres, qui sont dans les Archives du Vatican (certaines ont été publiés en 1899);
- En 1389 Amiel écrit un mémoire sur la question flamande pour le synode de Gand [2].
- 10 août 1389, mort à Avignon. Enterré dans l'église des Célestins à Avignon.

## Exemple de ses nombreux écrits
Il y a un an qu'il est archevêque d'Embrun le 05/08/1366, il écrit au pape Urbain V une lettre a usage interne pour réclamer de l'aide dans ces pays de montagne (il est aussi un montagnard). Il est confronter a une dynamique populaire très particulière à l'Est de son diocèse, car en 1349, Oulx, l'Est Briançonnais , Val Chisone, Val Varaita et Queyras ont racheté au Dauphin du Viennois Humbert II les droits seigneuriaux qui permirent l'exercice d'un statut d'autonomie dans le cadre d'une transaction (avec les cantons suisses, un exemple rare d'autonomie administrative à cette époque). Ces communautés attachantes relèvent d'une importance capitale et stratégique dans le franchissement du massif et il a conscience qu'elles jouerons un grand rôle de "tête de pont" <<République des Escartons>>.
".. à cause de la stérilité de ces lieux sauvages, à cause de leur incommodité et de leur pauvreté, il n'y a là aucune personne lettrée et aucune n'y vient d’ailleurs, et les pauvres curés des églises paroissiales, du fait de leur dénuement, sont forcés de travailler et de vivre du travail de leurs mains plutôt que de s'occuper à apprendre et à enseigner les Écritures et d'autres matières salubres et nécessaires pour leurs paroissiens. Quant aux diocésains ou aux inquisiteurs, dans leur passage rapide, ils ne peuvent qu'être peu utiles et, comme ils ne peuvent rester là plus longtemps, du fait que les dîmes des églises paroissiales ne sont plus perçues par leurs recteurs, mais par leurs divers patrons ecclésiastiques, surtout par le prévôt d’Oulx Osa, du diocèse (concurrent donc un peu problématique) de Turin, dans huit ou dix paroisses, et par d'autres en d'autres lieux, dans presque toute la Valpute, ( devenu par changement de nom Vallouise après la croisade contre les vaudois de 1488), les curés ou les vicaires ayant la charge du soin des âmes ont seulement les offrandes de la main à la main et peuvent à peine en vivre ; c'est pourquoi aucun homme instruit ne veut accepter ces églises ou leur charge. Je supplie Votre Sainteté qu'elle daigne charger quelqu'un ou quelques-uns d'assigner par l’autorité ecclésiastique une part des dîmes aux églises afin qu'il soit désormais possible de trouver et d'ordonner des personnes idoines et lettrées, selon les exigences des lieux et les besoins des paroissiens et que d'autres ne soient pas institués pour ces mêmes églises n'importe comment, et que n'y fassent pas obstacle des coutumes, des concessions, des privilèges, des prescriptions ou des statuts contraires quels qu'ils soient. Comme ceux qui actuellement sont curés ou vicaires dans ces églises ne sont pas aptes à instruire leurs paroissiens et à éradiquer des erreurs anciennes, qu'ils ne peuvent s'instruire en peu de temps, et que certains ne le pourront jamais, que votre Sainteté daigne accorder les mêmes mesures que pour les dîmes ; qu'à partir de maintenant, on désigne des hommes lettrés et capables, séculiers ou religieux, et aussi des ordres mendiants qui devront être envoyés et dépêchés pour prêcher et instruire assidument en ces lieux, jusqu'à ce que les curés ou vicaires soient capables de le faire. Daignez concéder au même archevêque de pouvoir avoir et garder avec lui quatre religieux de chacun des ordres mendiants pour prêcher et instruire et faire tout ce qui sera opportun contre les erreurs susdites, de désigner et fixer pour ceux-ci un lieu de résidence et le ravitaillement pour les subsistances, selon ce qui lui paraîtra opportun sans la permission ou le consentement de leurs supérieurs religieux, nonobstant les privilèges apostoliques, les coutumes, quelles qu'elles soient ou les statuts des religieux eux-mêmes .."